# Fundulus albolineatus
Fundulus albolineatus é uma espécie peixe já extinta, identificada pela primeira vez em 1891.
Era endémica da região de Big Spring, Madison County, Alabama.